# Bruce Shorts
Bruce Carman Shorts (Belleville, Ontario, Kanada, 1878. január 15. – Fort Steilacoom, Washington, Amerikai Egyesült Államok, 1945. március 29.) kanadai születésű amerikaifutball-játékos és -edző. 1900–1901-ben a Michigan Wolverines játékosa, 1902-ben a Nevada Wolf Pack, 1905-ben pedig az Oregon Webfoots vezetőedzője volt.

## Sportolóként
A michigani Mount Pleasant-i Középiskolában érettségizett, majd beiratkozott a Michigani Egyetemre. Fielding H. Yost első amerikaifutball-csapatának játékosaként a Western Conference egyik legjobb tackle-jének tartották. 185 centiméter magas és 86 kilogramm volt. 1901-ben súlyos betegsége ellenére is játszott:
Emlékszem, hogy a Michigan Wolverines 1901-es amerikaifutball-csapata milyen közel került Bruce Shorts, a sztártackle elvesztéséhez. Vakbélgyulladás miatt egész szezonban nagyon beteg volt. Betegszabadságra küldése nagyon legyengítette volna a csapatot. Egy kiegyenlített mérkőzésen nagyon meglátszott volna a sorfalból való hiányzása. Shorts a szezont végigjátszotta, de ez majdnem az életébe került, és rövid ideig azt hittük, elhunyt. Azonban túlélte.
Az 1902-es Rose Bowl előtt a Los Angeles Times leírást közölt a játékosokról. Szerintük Shorts 86 kilogrammos tömege miatt a csapat egyik legerősebb játékosa és a sorfal legjobb tagja volt.
Az atlétikacsapat tagjaként kalapácsvető versenyeken is részt vett.

## Edzőként és ügyvédként
Diplomaszerzését követően néhány hónapig ügyvédként dolgozott, majd 1904 szeptemberében a Nevadai Állami Egyetem amerikaifutball-vezetőedzője lett. Egy újságíró a következőket írta róla:
Bruce Shorts, a híres 1901-es michigani amerikaifutball-csapat kapitánya tegnap Renóba érkezett, hogy a Nevadai Egyetem edzőjeként hozzálásson feladataihoz. Mr. Shorts kétségtelenül az egyik legjobb edző és az ország egyik legjobb amerikaifutball-játékosa… A Mississippi folyótól nyugatra a legjobb edzőként tartják számon, és munkájával egyértelműen eléri, vagy túl is szárnyalja Steckle edző tavalyi eredményét.
1905-ben az Oregon Webfoots edzője lett. Az Oakland Tribune szerint tehetséges volt a gyors játékosok felkutatásában.
Később Seattle-ben cégjogi ügyvéd lett.

## Eredményei vezetőedzőként
| Év                                    | Eredmény                              |
| Nevada State Sagebrushers (Független) | Nevada State Sagebrushers (Független) |
| ------------------------------------- | ------------------------------------- |
| 1904                                  | 3–3                                   |
| Oregon Webfoots (Független)           |                                       |
| 1905                                  | 4–2–2                                 |
| Összesen:                             | 7–5–2                                 |

## Fordítás
- Ez a szócikk részben vagy egészben  a   Bruce Shorts című angol Wikipédia-szócikk ezen változatának fordításán alapul.  Az eredeti cikk szerkesztőit annak laptörténete sorolja fel. Ez a jelzés csupán a megfogalmazás eredetét és a szerzői jogokat jelzi, nem szolgál a cikkben szereplő információk forrásmegjelöléseként.